# شهرستان ماچاکوس
شهرستان ماچاکوس (به لاتین: Machakos County) یک منطقهٔ مسکونی در کنیا است. شهرستان ماچاکوس ۵٬۹۵۲٫۹ کیلومترمربع مساحت و ۱٬۰۹۸٬۵۸۴ نفر جمعیت دارد و ۱٬۱۳۸ متر بالاتر از سطح دریا واقع شده‌است.